# Edward Holmes
Edward Porter Cowan Holmes (Carrickfergus, comtat d'Antrim, 25 d'abril de 1880 – ?) va ser un jugador d'hoquei sobre herba irlandès que va competir a principis del segle xx.
El 1908 va prendre part en els Jocs Olímpics de Londres, on va guanyar la medalla de plata en la competició d'hoquei sobre herbal, com a membre de l'equip irlandès.